# Bortesia longistigmus
Bortesia longistigmus är en stekelart som först beskrevs av Edgar F. Riek 1966.  Bortesia longistigmus ingår i släktet Bortesia och familjen gallglanssteklar. Inga underarter finns listade.